# Помоштник
Помо́штник (болг. Помощник) — село в Старозагорській області Болгарії. Входить до складу общини Гилибово.

## Населення
За даними перепису населення 2011 року у селі проживали 269 осіб.
Національний склад населення села:
| Національність   | Кількість осіб | Відсоток |
| ---------------- | -------------- | -------- |
| болгари          | 248            | 92,9%    |
| цигани           | 13             | 4,9%     |
| турки            | 0              | 0%       |
| інша             | 0              | 0%       |
| не визначились   | 6              | 2,2%     |
| Всього відповіли | 267            |          |

Розподіл населення за віком у 2011 році:
Динаміка населення: